# Eva Sršen
Eva Sršen, slovenska pevka zabavne glasbe, * 1951, Ljubljana.
Eva Sršen je pri osemnajstih letih s pesmijo Pridi, dala ti bom cvet zastopala Jugoslavijo na Pesmi Evrovizije 1970.
Eva pa je že leto prej na festivalu Opatija zapela skladbo Ljubi, ljubi, ljubi. Izdana je bila istega leta pri založbi Produkcija Gramofonskih plošč Radio Televizija Beograd ob spremljavi Zabavnega orkestra RTV Ljubljana. Avtor glasbe in aranžmaja je Mojmir Sepe, besedilo pa je napisal Dušan Velkaverh.

## Uspešnice
- Pridi, dala ti bom cvet
- Ljubi, ljubi, ljubi

## Festivali
Jugoslovanski izbor za Pesem Evrovizije
- 1970: Pridi, dala ti bom cvet — 1. mesto
- 1974: Lepa ljubezen — 9. mesto

Pesem Evrovizije
- 1970: Pridi, dala ti bom cvet — 11. mesto (4 točke)

Slovenska popevka
- 1970: Album moje babice
- 1971: Zaigraj na srce
- 1977: Lažni sijaj
- 1982: Sanje

Dnevi slovenske zabavne glasbe – pesmi svobodnih oblik/šansoni
- 1979: Sodobna pravljica